# Museu dels Sants
El Museu dels Sants d'Olot és un museu d'Olot (Garrotxa) situat a l'edifici eclèctic de El Arte Cristiano, que va ser el primer taller d'imatgeria religiosa, fundat el 1880 per Joaquim Vayreda, Josep Berga i Boix i Valentí Carrera. El museu mostra un taller en funcionament, el procés de fabricació de les imatges religioses i el context informació històrica d'aquesta activitat tradicional. També hi ha una col·lecció d'imatges de sants, passos de Setmana Santa, figures decoratives de pessebre, faràndula i peces emblemàtiques tant de tallers actuals com de ja desapareguts.

## Història
És una institució que es va inaugurar l'any 2007 amb l'objectiu de fer difusió de l'activitat artesanal que es desenvolupa als Tallers d'imatgeria de la capital de la Garrotxa des de l'any 1880. La visita a aquest centre patrimonial permet poder veure in situ com treballen les artesanes i artesans del taller El Arte Cristiano que es dediquen a l'ofici d'imatger/a, i conèixer el procés de producció seguint la tècnica de l'emmotllatge.

## Edifici
L'edifici on es troba el museu és una obra eclèctica protegida com a bé cultural d'interès local. És un edifici de planta rectangular que té un taller d'imatgeria religiosa i un habitatge. Està formada per diferents mòduls de diferents dimensions. La decoració pot situar-se dins l'estil eclèctic. La part superior té dos mòduls que imiten els castells medievals. Els arcs de les finestres són conopials.
L'edifici va acollir el primer taller d'imatgeria religiosa de la ciutat, El Arte Cristiano,fundat el 1880 per Joaquim Vayreda, Josep Berga i Boix i Valentí Carrera. L'edifici es va començar a construir l'any 1890 segons un projecte de l'arquitecte Joaquim Codina i Matalí. La construcció, d'aire neogòtic, constava de soterrani, planta baixa i dos pisos més que es van destinar a l'habitatge de Marian Vayreda, germà petit de Joaquim Vayreda, i la seva família.

## Exposició permanent
L'exposició permanent del museu es divideix en 6 àmbits, corresponent els tres primers a l'elaboració de la imatgeria:
1. Sala de models. A la Planta 0. Escenifica un magatzem de peces. És un espai compartit entre el Museu i el taller El Arte Cristiano,amb material que aquest ha deixat en dipòsit.
2. Emmotllatge i retoc. A la Planta -1. Es mostra el procés de fabricació seriada del model escollit, el retoc i la col·locació d'elements com els ulls.
3. Pintura i decoració. A la Planta 0. On es pinten i decoren segons cada categoria i s'hi afegeixen elements que no són pròpiament de la peça (corona, creu, llitet) segons cada imatge.
4. Cultura popular. Imatgeria festiva. A la Planta 0. Els tallers de la ciutat d'Olot van centrar la seva producció en la imatgeria reliogiosa, però sovint també van dedicar-se a produir imatgeria festiva. Molts dels gegants i capgrossos de Catalunya van ser construïts en tallers d'estatuària olotins.[5] En aquest espai hi ha alguns exemples d'elements de la faràndula olotina.
5. Els sants d'Olot i Marian Vayreda. A la Planta 1. En aquest àmbit es poden veure diferents exemples d'escultors que van començar a treballar als tallers de sants d'Olot, però que es van projectar més enllà, sent avui escultors de prestigi. En són una mostra Miquel Blay, Josep Llimona, Joaquim Claret o Celestí Devesa. També es pot fer un petit recorregut per la història dels tallers. i l'espai de l'edifici on Marian Vayreda va viure amb la seva família i on va escriure gran part de la seva obra literària, entre d'altres La Punyalada, una de les obres mestres de la literatura catalana.[6] Hi ha una sala on hi destaquen les figures de l'escultor barceloní Ramon Amadeu, que va viure a Olot com a refugiat durant la guerra del Francès.
6. Figures de pessebres. A la Planta 2. En aquesta planta es poden veure algunes peces de la col·lecció Renart, composta per figures i elements diversos relacionats amb el pessebre.

## Peces destacades
- Taller El Arte Cristiano (1896-1906). Treballar als tallers dels sants era un prestigi. La indústria de la imatgeria religiosa va donar a Olot treball i riquesa. Hi varen arribar a treballar més de 1.500 persones a la vegada.
- Creació del motlle. Els motlles de gelatina es poden utilitzar fins a set vegades. Un cop començat el procés se'n fan el màxim de còpies per tal d'aprofitar-lo i es guarden a l'anomenat magatzem de blancs.
- Ulls de vidre. La col·locació dels ulls a les peces és un dels treballs més complicats. Els ulls són generalment de vidre.
- El Cucut i la Xurruca. Eren els capgrossos de Las Artes Religiosas. Quan aquest taller va tancar, aquests dos elements van passar a formar part dels elements del barri de Sant Ferriol.
- El Drac del Carme.És obra de Toribi Sala i de Manuel Traité. És propietat del convent carmelita. Es pot veure ballar a la plaça del Carme el dia 16 de juliol, festivitat d'aquesta verge.
- La punyalada. Obra de Marian Vayreda, va aparèixer en fascicles al llarg de l'any 1903 i va ser publicada en volum independent el 1904.